# WISE 1828+2650
WISEPA J182831.08+265037.8 (abbreviato WISE 1828+2650) è una probabile nana bruna (o pianeta interstellare) localizzata a 36 al con uno spettro di classe Y2, nella costellazione della Lira.

## Scoperta
WISE 1828+2650 è stato scoperto da Kirkpatrick, Cushing et al. nel 2011 attraverso il satellite della NASA Wide-field Infrared Survey Explorer (WISE) in orbita intorno alla terra, in grado di individuare gli oggetti celesti più freddi presenti nell'Universo. Normalmente questi corpi sono difficili da vedere con i telescopi ottici perché quasi del tutto oscuri a causa della loro bassa luminosità. WISE utilizza però una camera all'infrarosso ad alta sensibilità ed è riuscito a identificare ben sei nane brune di classe spettrale Y in un raggio di 40 al dal Sole, compresa questa che è la più fredda finora conosciuta, con una temperatura stimata di 25 °C.

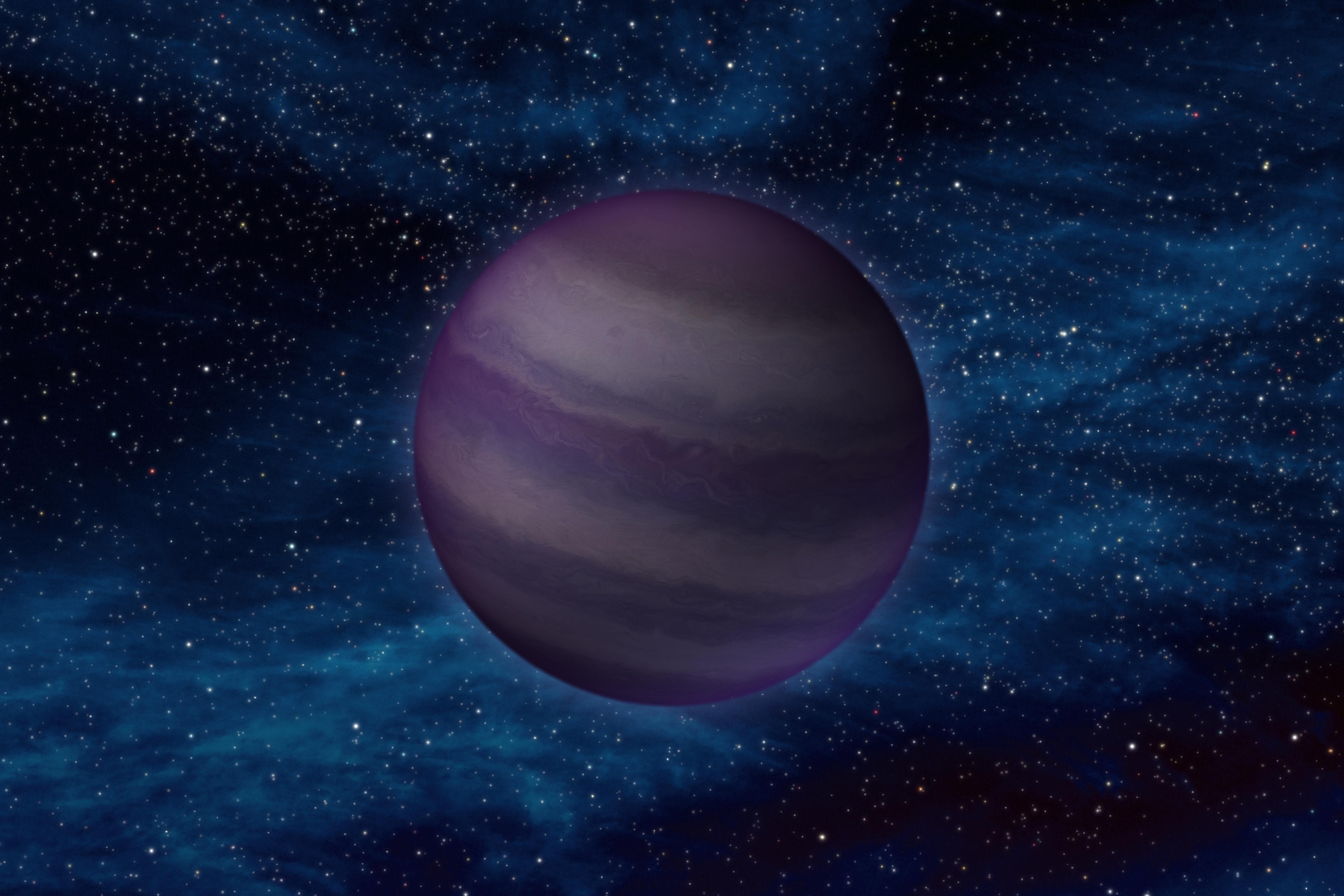
Immagine artistica di una nana bruna di classe Y.

Generalmente una volta che il team di WISE ha individuato le probabili nane brune, si rivolgono al telescopio spaziale Spitzer della NASA e ad alcuni dei più potenti telescopi sulla Terra per cercare tracce molecolari di ammoniaca, acqua e metano, parametri indispensabili per la loro conferma definitiva. Tuttavia per le molto più fredde nane Y, il team ha utilizzato l'Hubble Space Telescope, il quale ha identificato importanti differenze spettrali rispetto ad altre nane brune, indicando che questi nuovi oggetti celesti hanno una temperatura più bassa nell'atmosfera.

## Probabile sistema binario?
Confrontando WISE 1828 2650 e WD 0806-661 B si pensava che formassero un sistema binario di ugual massa. Attualmente le osservazioni con Hubble Space Telescope non hanno confermato quest'ipotesi, suggerendo che, se qualche compagno esiste, avrebbe un'orbita inferiore a 0,5 au, ma con le tecnologie attuali non è possibile osservare nessuna evidenza.